# Каменный Ключ (посёлок, Кемеровская область)
Ка́менный Ключ — посёлок при станции в Прокопьевском районе Кемеровской области. Административный центр Каменно-Ключевского сельского поселения.

## География
Центральная часть населённого пункта расположена на высоте 440 м над уровнем моря.

## Население
| 2010 |
| ---- |
| 680  |

### Половой состав
По данным Всероссийской переписи населения 2010 года, в посёлке при станции Каменный Ключ проживало 680 человек (315 мужчин, 365 женщин).